# Tary Patrícia
Tary Patrícia (? június 20. –) magyar színésznő.

## Életpályája
A budapesti Eötvös József Gimnáziumban érettségizett. 2017-2022 között a Kaposvári Egyetem színész szakán tanult Bozsik Yvette és Bakos-Kiss Gábor osztályában. 2022-2024 között a nyíregyházi Móricz Zsigmond Színház tagja.

## Színházi szerepei

### Móricz Zsigmond Színház
- Anton Pavlovics Csehov: Cseresznyéskert (Ánya)
- Tracy Letts: Augusztus Oklahomában (Jean Fordham, a lányuk)
- J. B. Priestley: Váratlan vendég (Eva)
- Fejes Endre – Presser Gábor: Jó estét nyár, jó estét szerelem (Hűvös Ilona; Szilvaárus)
- Tersánszky Józsi Jenő - Nyitrai László – Peller Károly – Cseh Dávid Péter: Misi Mókus (Pufi)
- Paolo Genovese: Teljesen idegenek (Szofia)
- Karinthy Frigyes fordítása alapján: Micimackó a Pagony utca 100-ban (Nyuszi)
- Friedrich Dürrenmatt: Az öreg hölgy látogatása (Ill leánya)

## Filmes és televíziós szerepei
- A Tanár (2020) ...Melinda
- Drága örökösök (2020) ...Anna
- Hotel Margaret (2022) ...Ginger barátnője
- …a szomszéd tehene (2024) ...Júlia